# SN 2008he
SN 2008he – supernowa typu Ia odkryta 31 października 2008 roku w galaktyce A001931+2851. W momencie odkrycia miała maksymalną jasność 22,40m.